# Bahnhof Delsberg
Der Bahnhof Delsberg (französisch Gare de Delémont) ist der Bahnhof der Schweizerischen Bundesbahnen (SBB) der Stadt Delsberg (französisch Delémont) in der Schweiz.

## Lage
Der Bahnhof befindet sich am südwestlichen Ende der Innenstadt und umfasst fünf Perrons für den Personenverkehr.

## Geschichte

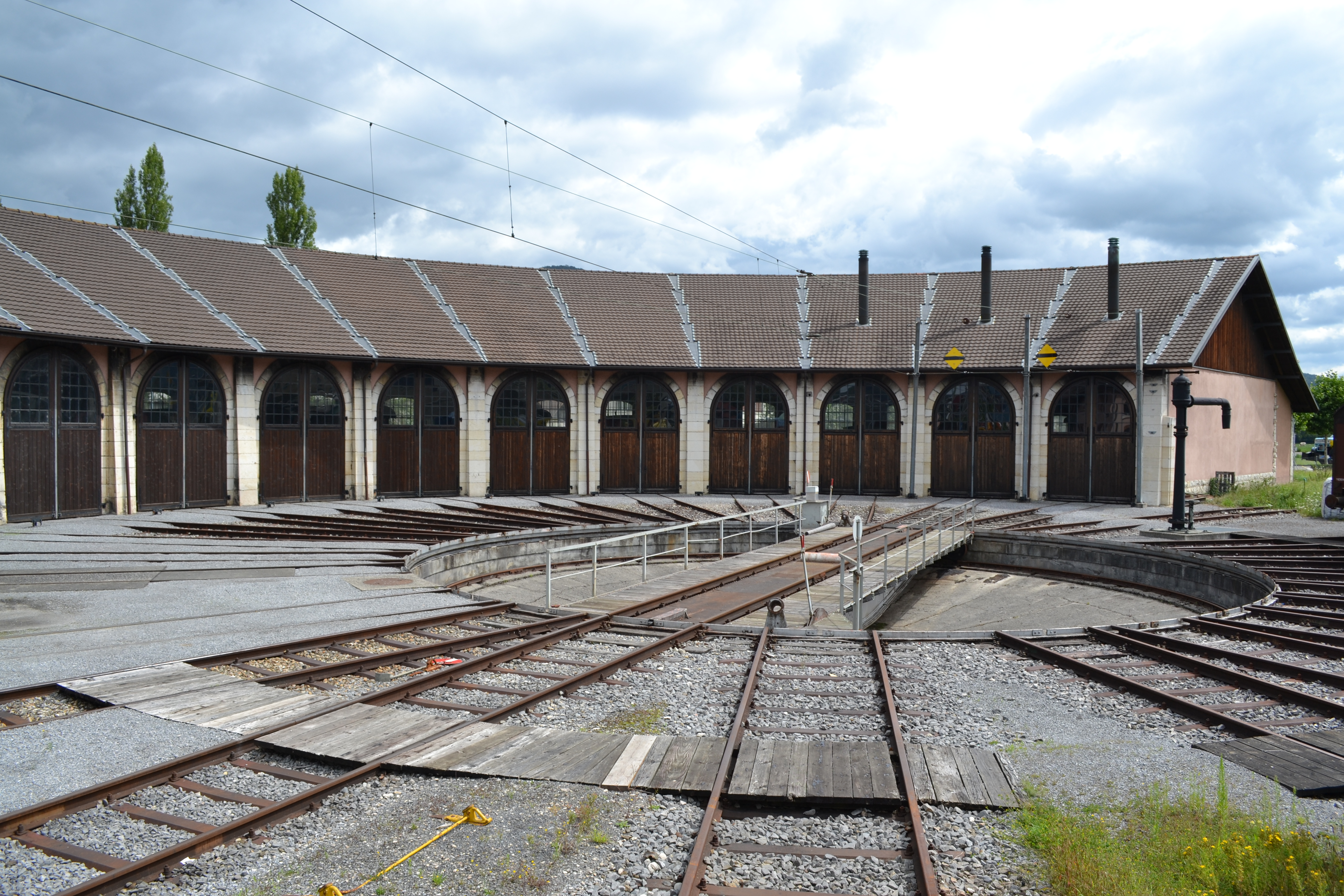
Lokschuppen in Delsberg

Der Bahnhof wurde am 25. September 1875 eröffnet, zusammen mit dem Abschnitt von Basel bis Delsberg der Jurabahn. Etwas mehr als ein Jahr später, am 15. Oktober 1876, wurde der Bahnhof ein Knotenpunkt, als der Abschnitt von Delémont nach Glovelier der Bahnstrecke Delémont–Delle eröffnet wurde. Die Verlängerung dieser Strecke bis nach Porrentruy wurde jedoch erst am 30. März 1877 in Betrieb genommen. Am 16. Dezember 1876 wurde die Strecke nach Moutier eröffnet. Von Delsberg aus hätte die Jura-Gotthard-Bahn nach Luzern gebaut werden sollen, das Projekt kam jedoch nicht zustande.
Am 9. Oktober 1889 hatte die Jura–Bern–Luzern-Bahn den Unternehmer Otto Frey in Delsberg mit dem Bau einer Rotonde für 13 Lokomotiven beauftragt. Die Rotonde de Delémont wurde von den Ingenieuren Probst, Chappuis & Wolf aus Nidau geplant; und für die Lage westlich vom bereits bestehenden Lokdepot musste die Kantonsstrasse verschoben werden. Der Lokschuppen wurde 1900 zu einem Halbkreis erweitert, und im Jahr 1922 wurde zudem das Büro vergrössert.
Am 8. September 1944 wurde der Bahnhof Delsberg (zusammen mit dem Bahnhof Moutier) von der USAF bombardiert. Angeblich hatten die Piloten geglaubt, es handle sich um eine Bahnanlage im nahegelegenen Elsass. Dabei wurden mehrere Personen verletzt, und es entstanden grosse Schäden. In den Jahren 1996/1997 wurde der Lokschuppen für das 150-Jahr-Jubiläum der Schweizerbahnen vollumfänglich renoviert. Seit 2001 ist die Rotonde offizieller Standort der Stiftung SBB Historic.
2016 wurde die Auszeichnung FLUX – goldener Verkehrsknoten zuerkannt.

## Verbindungen

### Bahnverkehr
Der Bahnhof wird stündlich von je einem InterCityNeigezug der Linie 51 aus beiden Richtungen, von der Linie S 3 der S-Bahn Basel und dem  56 zwischen Biel/Bienne und dem TGV-Bahnhof Belfort-Montbéliard angefahren. In den Hauptverkehrszeiten gibt es Zusatzzüge zwischen Basel und Delsberg, und in den Wochenendnächten verkehren Nacht-S-Bahnen. Die Züge des 51 wechseln in Delsberg die Fahrtrichtung.
- 51 Basel SBB – Delémont – Biel/Bienne  TT FZ BZ FS RZ , im Sommer zusätzlich

- 56 Biel/Bienne – Delémont – Delle (– Meroux TGV)
- S 3 Porrentruy – Delémont – Laufen – Basel Dreispitz – Basel SBB – Liestal – Sissach – Olten

Im Dezember 2025 soll zwischen Basel SBB und Biel/Bienne der Halbstundentakt im Fernverkehr eingeführt werden. Die Taktverdichtung wird durch eine neue InterRegio-Linie 56 hergestellt, diese Linie soll von der BLS mit dafür neubeschafften MIKA-Züge in Fernverkehrsausführung betrieben werden. Ausserdem soll der 51 wieder nach Lausanne durchgebunden werden, die Linie S 3 hingegen soll von Basel her nicht mehr über Laufen hinaus verkehren und zwischen Delémont und Porrentruy durch eine eigenständige Regio-Linie ersetzt werden.

### Busverkehr
Am Bahnhof Delsberg befindet sich ein Busknoten mit sechs Linien. Drei davon sind Ortsbusse, die drei weiteren verbinden diverse Dörfer in der Region mit Delsberg.
- 1 Delémont, gare – Delémont, Parc Gros-Pré – Delémont, Hôpital
- 2 Delémont, Cras-des-Fourches – Delémont, gare – Delémont, La Mandchourie – Courtételle
- 3 Delémont, gare – Delémont, Rue des Moulins – Delémont, Vieille Ville – Delémont, Le Ticle – Delémont, gare
- 6 Châtillon JU – Rossemaison – Delémont, La Mandchourie – Delémont, gare – Delémont, Righi – Soyhières – Pleigne / Movelier – Ederswiler – Roggenburg
- 7 Delémont, gare – Delémont, Righi – Courroux – Courcelon – Vicques – Recolaine – Courchapoix – Corban – Mervelier – Montsevelier
- 8 Charmoille – Lucelle – Bourrignon – Develier – Delémont, centre sportif – Delémont, gare – Delémont, Innodel – Courrendlin – Choindez – Rebeuvelier / Roches BE – Moutier